# Outreau
Outreau település Franciaországban, Pas-de-Calais megyében. Lakosainak száma 13 398 fő (2022. január 1.). Outreau Boulogne-sur-Mer, Équihen-Plage, Le Portel, Saint-Étienne-au-Mont, Saint-Léonard és Saint-Martin-Boulogne községekkel határos.

## Népesség
A település népességének változása:
| Lakosok száma | 14 390 | 13 898 | 13 874 | 13 422 | 13 575 | 13 378 | 13 178 | 13 270 | 13 398 |
|               | 2013   | 2015   | 2016   | 2017   | 2018   | 2019   | 2020   | 2021   | 2022   |